# David McLean
David McLean (Akron, 19 de maio de 1922 – Los Angeles, 12 de outubro de 1995) foi um ator estadunidense, mais conhecido por ser um dos Homens de Marlboro, desde o início dos anos 1960.
McLean nasceu no estado de Ohio, com o nome de Eugene Joseph Huth. Juntamente com o seu trabalho para a Marlboro, ele também estrelou na série de televisão Tate, exibida ao vivo. Apareceu também em outras diversas séries de televisão e em filmes nas décadas de 1970 e 1980.
Fumante por muito tempo, McLean começou a sofrer de enfisema em 1985, chegando a ter que remover um tumor em 1994. Após descobrir que sofria de câncer, ele tornou-se totalmente contra o tabaco. Morreu de câncer de pulmão em 12 de outubro de 1995, aos 73 anos de idade.
Em 1996, a viúva de McLean e seu filho acusaram a Philip Morris, a fabricante da Marlboro, de encorajá-lo ao fumo, causando o seu câncer, e processaram a companhia. Esta situação trágica e irônica foi depois retratada no livro e filme Obrigado por Fumar.